# Chaux-des-Prés
Chaux-des-Prés ist eine Ortschaft und eine ehemalige französische Gemeinde mit zuletzt 179 Einwohnern (Stand: 2016) im Département Jura in der Region Bourgogne-Franche-Comté. Sie gehörte zum Kanton Saint-Laurent-en-Grandvaux im Arrondissement Saint-Claude.
Mit Wirkung vom 1. Januar 2016 wurden die früher selbstständigen Gemeinden Chaux-des-Prés und Prénovel zur Commune nouvelle Nanchez zusammengeschlossen. Lediglich Prénovel erhielt in der neuen Gemeinde den Status einer Commune déléguée. Der Verwaltungssitz befindet sich im Ort Chaux-des-Prés.

## Geographie
Chaux-des-Prés liegt auf 875 m, etwa 14 Kilometer nördlich der Stadt Saint-Claude (Luftlinie). Das Straßenzeilendorf erstreckt sich im Jura, auf dem Hochplateau von Grandvaux, zwischen den Waldhöhen des Bois de la Joux Derrière im Westen und des Bois de la Joux Devant im Osten.
Die Fläche des ehemaligen Gemeindegebiets umfasste einen Abschnitt des französischen Juras. Die Landschaft ist geprägt durch Geländekämme und Längsmulden, die gemäß der Streichrichtung des Faltenjuras in diesem Gebiet in Richtung Südwest-Nordost orientiert sind. Der zentrale Teil der Fläche wird vom Hochplateau von Grandvaux (durchschnittlich auf 880 m) eingenommen, das sich gegen Südwesten zusehends verengt. Es zeigt nur geringe Reliefunterschiede und ist hauptsächlich von Wies- und Weideland bestanden. Das Gebiet besitzt keine oberirdischen Fließgewässer, weil das Niederschlagswasser im porösen kalkhaltigen Untergrund versickert. In einigen Mulden konnten sich Moorflächen entwickeln. Charakteristisch für die Hochfläche sind die Karsterscheinungen, wie beispielsweise Karrenfelder und Dolinen.
Flankiert wird die Hochfläche von Grandvaux im Südosten vom schmalen Waldrücken des Bois de la Joux Devant, auf dem mit 1003 m die höchste Erhebung von Chaux-des-Prés erreicht wird. Die westliche Abgrenzung bildet der Höhenrücken des  Bois de la Joux Derrière (bis 985 m). Das Gemeindegebiet ist Teil des Regionalen Naturparks Haut-Jura (frz.: Parc naturel régional du Haut-Jura).
Nachbarorte von Chaux-des-Prés sind Grande-Rivière im Norden, Château-des-Prés und Villard-sur-Bienne im Osten, La Rixouse und Leschères im Süden sowie Les Piards und Prénovel im Westen.

## Geschichte
Das Gebiet von Chaux-des-Prés gehörte zum Herrschaftsbereich der Abtei Saint-Claude. Seit dem 13. Jahrhundert unterstand das Dorf der Kastlanei Château-des-Prés, die von Saint-Claude abhängig war. Im Jahr 1436 ging die Oberhoheit über das Gebiet durch einen Parlamentsentscheid vom Abt an die Freigrafschaft Burgund über. Zusammen mit der Franche-Comté gelangte Chaux-des-Prés mit dem Frieden von Nimwegen 1678 an Frankreich.

## Sehenswürdigkeiten

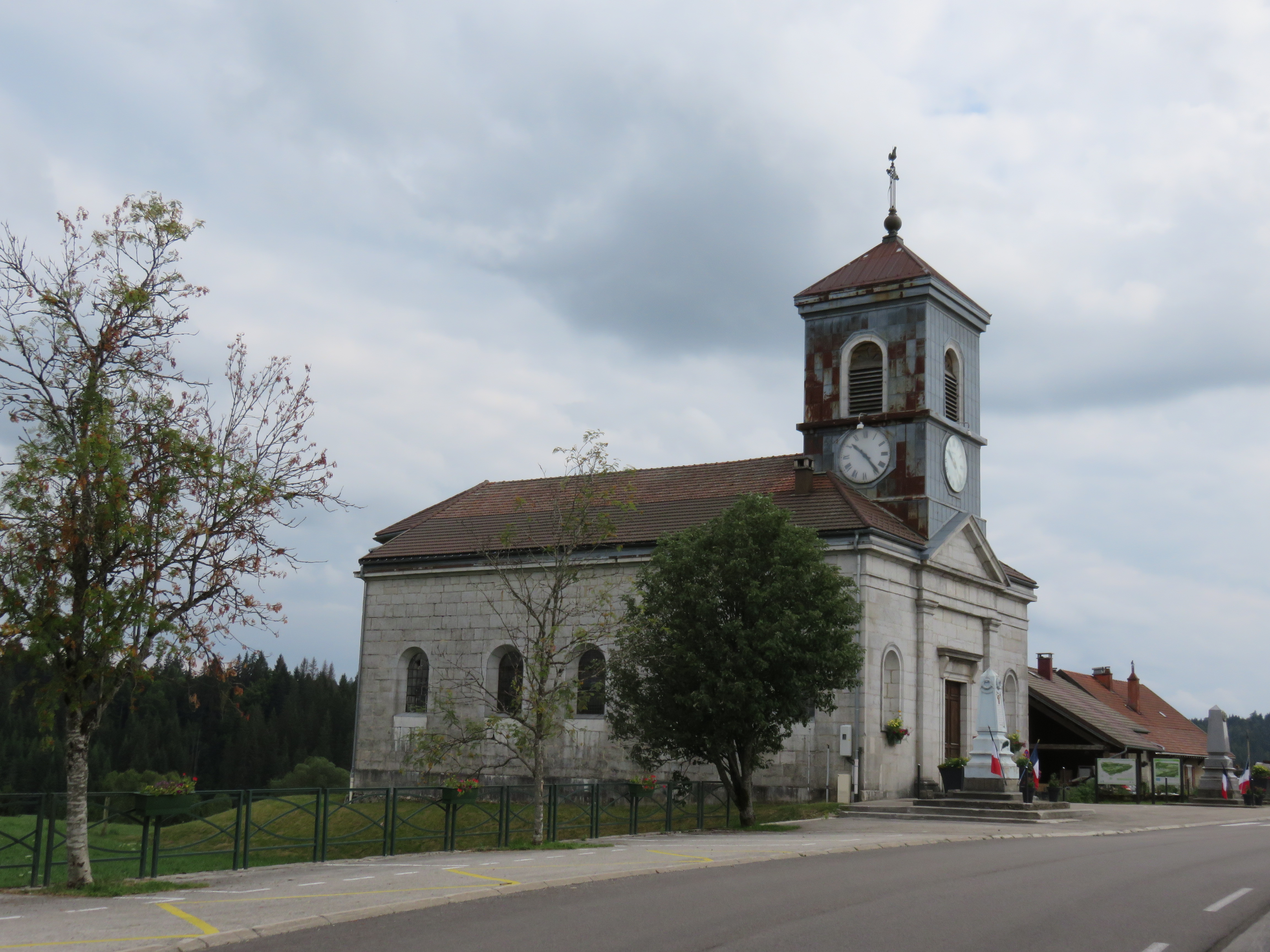
Dreifaltigkeitskirche

Die Dorfkirche Sainte-Trinité (Dreifaltigkeit) in Chaux-des-Prés wurde im 19. Jahrhundert erbaut.

## Bevölkerung
| Bevölkerungsentwicklung | Bevölkerungsentwicklung |
| Jahr                    | Einwohner               |
| ----------------------- | ----------------------- |
| 1962                    | 162                     |
| 1968                    | 172                     |
| 1975                    | 173                     |
| 1982                    | 166                     |
| 1990                    | 170                     |
| 1999                    | 168                     |
| 2008                    | 187                     |
| 2016                    | 179                     |

Nachdem die Einwohnerzahl in der ersten Hälfte des 20. Jahrhunderts markant abgenommen hatte (1921 wurden noch 259 Personen gezählt), verblieb sie seit Beginn der 1950er Jahre auf konstantem Niveau.

## Wirtschaft und Infrastruktur
Chaux-des-Prés war bis weit ins 20. Jahrhundert hinein ein vorwiegend durch die Landwirtschaft, insbesondere Viehzucht und Milchwirtschaft, sowie durch die Forstwirtschaft geprägtes Dorf. Daneben gibt es heute einige Betriebe des lokalen Kleingewerbes, unter anderem in den Branchen der Holzverarbeitung und der Käseherstellung. Viele Erwerbstätige sind Wegpendler, die in den größeren Ortschaften der Umgebung ihrer Arbeit nachgehen.
Die Ortschaft liegt abseits der größeren Durchgangsstraßen an einer Departementsstraße, die von Saint-Laurent-en-Grandvaux nach Lavans-lès-Saint-Claude führt. Weitere Straßenverbindungen bestehen mit Château-des-Prés und Prénovel.